# Danuta Dmowska-Andrzejuk
Danuta Dmowska-Andrzejuk (nacida como Danuta Małgorzata Dmowska, Varsovia, 1 de marzo de 1982) es una deportista polaca que compitió en esgrima, especialista en la modalidad de espada. Está casada con Robert Andrzejuk, subcampeón olímpico en esgrima.
Ganó dos medallas en el Campeonato Mundial de Esgrima, oro en 2005 y plata en 2009, y tres medallas en el Campeonato Europeo de Esgrima entre los años 2005 y 2010.

## Palmarés internacional
| Campeonato Mundial | Campeonato Mundial     | Campeonato Mundial | Campeonato Mundial |
| Año                | Lugar                  | Medalla            | Prueba             |
| ------------------ | ---------------------- | ------------------ | ------------------ |
| 2005               | Leipzig (Alemania)     | Medalla de oro     | Espada individual  |
| 2009               | Antalya (Turquía)      | Medalla de plata   | Espada por equipos |
| Campeonato Europeo |                        |                    |                    |
| Año                | Lugar                  | Medalla            | Prueba             |
| 2005               | Zalaegerszeg (Hungría) | Medalla de plata   | Espada por equipos |
| 2009               | Plovdiv (Bulgaria)     | Medalla de plata   | Espada por equipos |
| 2010               | Leipzig (Alemania)     | Medalla de oro     | Espada por equipos |